# 5 дней в августе
«5 дней в августе» (иногда указывается как «5 дней августа») (англ. 5 Days of August, англ. 5 Days of War) — грузино-американский фильм о войне в Грузии, прошедшей в августе 2008 года.
В Грузии рекламировался под лозунгом «Борьба за правду», а его премьера в Грузии широко освещалась почти всеми грузинскими СМИ. Госминистр Грузии по делам диаспоры, он же продюсер фильма, Мирза Давитая заявил, что «такого интереса за столь короткое время не проявлялось ни к одному фильму». По его словам, статистика поисковой машины Google показывала, что за неделю до грузинской премьеры фильма им интересовалось 134 тысячи человек. Интерес к фильму выражали, в первую очередь, жители Грузии и России. Согласно данным Google, большая часть посетителей официальной страницы фильма была из Грузии, а второе место заняли россияне. Кроме того, в самой Грузии интерес к фильму был настолько велик, что по рейтингу запросов «5 дней в августе» опередил даже фильм «Аватар».
Практически сразу после начала производства и до своего выхода фильм подвергался резкой критике как с грузинской стороны, так и с российской. Грузинские критики фильма (прежде всего, представители оппозиции и журналисты) указывали на необоснованно высокий расход денежных средств как на производство непосредственно фильма, так и на сопровождавшую его рекламную кампанию (фильм стал одним из самых дорогостоящих грузинских кинопроектов на тот момент). Российские критики и грузинские оппозиционеры упрекали фильм за необъективное изображение хода войны. По их мнению, такой фильм понадобился грузинскому руководству для международного политического пиара, целью которого было объяснить и оправдать действия грузинской стороны перед началом военных действий, которые имели для Грузии «катастрофические последствия».
Несмотря на изначально заявленный создателями фильма международный интерес к фильму, в конечном итоге, в широкий прокат фильм вышел лишь в самой Грузии, тогда как его показы ещё в нескольких странах ограничились лишь отдельными презентациями и ограниченным прокатом.

## Сюжет
Фильм начинается с событий в Ираке, где отряд грузинского контингента коалиционных сил спасает жизнь американскому репортёру Томасу Андерсу. После гибели одного из своих коллег Андерс возвращается в Лос-Анджелес, но его старые знакомые из Тбилиси сообщают ему о готовящемся крупном военном конфликте на северной границе Грузии, куда он и прибывает со своим оператором Себастьяном Ганцом. Вместе они окунаются в жизнь Грузии, глубже знакомятся с её нравами и обычаями.
Тем временем в регионе зреет конфликт между Россией и Грузией. Сначала осетины, а затем и российские войска ведут обстрел грузинской территории, к границе Грузии движется российская армия и флот. Однако президент Саакашвили требует от властей страны не поддаваться на провокации.
Направившись в Южную Осетию для встречи с гидом, Андерс и Ганц наблюдают, как ракетному удару подвергается местная свадьба. Оказывая помощь пострадавшим жителям, герои фильма отвозят девушку Татию и ещё нескольких пострадавших в военный госпиталь в Гори. Однако Татия уговаривает журналистов вернуться в Южную Осетию, чтобы найти её родню.
Оказавшись в Авневи, герои наблюдают, как в неё входят российские войска. Жителей сгоняют на улицы, некий боец (Микко Ноусиайнен) требует начальника полиции и мэра. Когда никто не реагирует, он простреливает ноги пожилой женщине. Вышедшим мэру и начальнику полиции перерезают горло, а трупы сжигают. После этого начинается мародёрство. Солдаты массово убивают мирных жителей и грабят дома. Российские вертолёты расстреливают толпу гражданских лиц. Всё это снимают журналисты.
В ходе действия несколько мирных жителей прячутся в теплице. Некий российский солдат (Михаил Гомиашвили) замечает их, но не подаёт виду. Однако гражданских замечают другие солдаты, избивают парня и готовятся расстрелять их, но журналисты решают привлечь их внимание. Их захватывают и отвозят в российский штаб.
В штабе героев разделяют. С Андерсом за шахматной партией беседует российский полковник Демидов (Раде Шербеджия). Ганца же допрашивает тот самый боец, который руководил расправой в селе. Оказывается, он — Даниил, казак, командир наёмников, нанятых Россией, «потому что их собственная армия недостаточно мотивирована».
Внезапно в штаб врывается отряд грузинской армии под командованием Резо Авалиани — того самого, чей отряд спас Андерса в Ираке. С помощью грузин героям удаётся бежать из села, прихватив флешку с записью действий российской армии. Даниил пытается застрелить репортёров из снайперской винтовки, но попадает только в местную девушку.
В это время на совещании у Саакашвили правительство Грузии приходит к выводу, что положение безнадёжно: в Грузию вторглась 40-тысячная российская группировка, все западные СМИ на стороне России, а международное сообщество не будет прямо вмешиваться в конфликт, предпочитая лишь бессмысленные совещания и встречи. Путин лично прибыл для руководства войсками и заявил, что «повесит Саакашвили за яйца». Несмотря на то, что Россия отклонила предложение Грузии о перемирии, Саакашвили приказывает войскам не сопротивляться во избежание лишних жертв.
Журналисты и отряд Авалиани присоединяются к войскам, отступающим из Гори для создания последней линии обороны вокруг Тбилиси. Однако Авалиани отказывается покидать Гори и со своим отрядом занимает в городе оборону. К нему присоединяются и журналисты, намеревающиеся передать свои записи преступлений российской армии. К Авалиани присоединяется ещё несколько отрядов грузинской армии.
Им удаётся связаться с офисом информагентства Андерса и найти спутниковый передатчик. Однако в этот момент город начинают атаковать российские войска и наёмники, намеревающиеся не допустить распространения этих записей. Журналистам удаётся передать данные за мгновения до того, как их автомобиль оказывается уничтоженным российским Ми-24. Авалиани удаётся сбить вертолёт из РПГ-22. Ганц получает ранение, а с Андерсом связывается Даниил — оказывается, он сумел захватить Татию и согласен обменять её на видеозапись. Андерс приходит на встречу у памятника Сталину. Даниил отпускает девушку, однако флеш-карта, которую Андерс отдаёт Даниилу, пуста — он уже отправил её содержимое на Запад. Даниил неожиданно целует его, а затем собирается убить, но его самого убивает тот самый солдат, который во время резни в селе не выдал нескольких гражданских.
Тем временем на город надвигается волна российских танков. Танкисты окружают выживших грузинских солдат, однако полковник Демидов со словами «довольно убийств» позволяет им уйти.
В Тбилиси прибывают президенты Польши, Украины, Литвы, Латвии и Эстонии. На митинге перед зданием парламента Грузии Саакашвили произносит речь, в которой говорит о том, что «оккупационные войска стоят у наших ворот. Эта империя очень сильна, но у нас есть более ценная вещь — любовь к свободе». Президенты берутся за руки, собравшиеся аплодируют.
Репортаж Андерса был передан «Human Rights Watch» и получил широкую известность. Однако, несмотря на перемирие и заявления о том, что они уйдут, российские войска остаются в Гори. Фильм завершается показом нескольких жителей Грузии, рассказывающих о своих погибших или пропавших родственниках.

## Создатели

### Съёмочная группа
- Режиссёр — Ренни Харлин
- Продюсеры — Папуна (Мирза) Давитая, Ренни Харлин, Лиз Керн, Кристофер Лендри, Джордж Ласку, Ави Лиани, Ден Маскиарелли, Коба Накопия, Никки Стангетти
- Исполнительные продюсеры — Майкл Фленниган, Гиорги Геловани, Давид Имедашвили, Синди Куйперс
- Авторы сценария — Микко Аланн, Дэвид Бэттл
- Композитор — Тревор Рэбин
- Оператор — Чекко Варезе
- Художник — Энни Сперлинг, Теа Телия
- Монтаж — Брайан Бердан
- Художник по костюмам — Элвис Дэвис

### В ролях
| Актёр             | Роль                                   |
| ----------------- | -------------------------------------- |
| Руперт Френд      | американский репортёр Томас Андерс     |
| Ричард Койл       | американский оператор Себастьян Ганц   |
| Вэл Килмер        | голландский журналист                  |
| Энди Гарсиа       | Президент Грузии Михаил Саакашвили     |
| Дин Кейн          | советник Президента Грузии Крис Бейлот |
| Эммануэль Шрики   | Татия                                  |
| Хизер Грэм        | Мириам Эйснер                          |
| Антье Трауэ       | Зои                                    |
| Джонатон Шек      | капитан грузинской армии Резо Авалиани |
| Анна Уолтон       | Карин Ланге                            |
| Михаил Гомиашвили | Антон Медоеви                          |
| Анна Имнадзе      | София Медоеви                          |

| Актёр            | Роль                                                     |
| ---------------- | -------------------------------------------------------- |
| Кеннет Крэнем    | журналист Майкл Стилтон                                  |
| Микко Ноусиайнен | командир российских наёмников Даниил                     |
| Раде Шербеджия   | полковник российской армии Александр Демидов             |
| Гиоргий Цаава    | майор российской армии Лаврин                            |
| Стивен Робертсон | министр обороны Грузии Давид Кезерашвили                 |
| Сергей Шведков   | министр Грузии по вопросам реинтеграции Темур Якобашвили |
| Гиви Сихарулидзе | президент Литвы Валдас Адамкус                           |
| Зура Цинциладзе  | президент Латвии Валдис Затлерс                          |
| Бека Сихарулидзе | солдат российской армии                                  |
| Лаша Канкава     | российский наёмник                                       |
| Бека Табукашвили | российский наёмник                                       |

## Название

Один из первых плакатов фильма под рабочим названием

Поскольку на этапе подготовки к съёмкам фильм официального названия ещё не имел, то в первых новостях о фильме проект именовался просто как «проект Ренни Харлина» или «фильм о русско-грузинской войне» (англ. Untitled Renny Harlin/Georgia-Russia War Project). Затем рабочим названием фильма в США был «Кровавый август» (англ. Red August), а в Грузии — «Сакартвело» (англ. Sakartvelo). На стадии съёмок проект получил название «Грузия» (англ. Georgia) (первый промоплакат был опубликован именно под этим названием), под которым в мае 2010 года он был показан в Каннах.
В конце сентября 2010 года фильм был переименован в «5 дней в августе» (англ. 5 Days of August), а впоследствии — и в «5 дней войны» (англ. 5 Days of War) (вначале ещё существовал вариант написания названия «Пять дней войны» (англ. Five Days of War)) для показа в остальных странах (в частности, США и Великобритании), поскольку август у них не ассоциируется с конфликтом в ЮО. Во Франции фильм получил название «Состояние войны» (фр. État de guerre). Для показа в Японии название фильма было сокращено до «5 дней» (яп. ５デイズ Го Дэидзу), что вызвало насмешки на некоторых профильных японских сайтах из-за схожести названия данного фильма с распространёнными названиями фильмов, в частности, с названиями фильмов, демонстрируемых в рамках того же предложения: «Три дня» (яп. スリーデイズ Сури: Дэйдзу) и «4 дня» (яп. 4デイズ Ён Дэйдзу).

## Создание фильма

### Замысел и концепция
Вскоре после войны (той же осенью 2008 года) Мирза Давитая, являвшийся на тот момент членом Парламента Грузии, и Давид Имедашвили, продюсер будущего фильма, съездили в Санта-Монику на проходивший там кинорынок American Film Market. Их целью было найти режиссёра, который бы занялся съёмками фильма о войне, отражающего грузинскую точку зрения. Как позднее вспоминал Давитая, тогда они искренне полагали, что там найдётся множество заинтересованных людей, готовых снять фильм о войне. Однако ситуация выглядела совсем иначе, поскольку, как признался сам Давитая, на тот момент они «не понимали, как работает индустрия». Там же они случайно встретили уже довольно опытного кинопродюсера Джорджа Ласку, выросшего в коммунистической Румынии. Он выразил согласие принять участие в проекте, в основе которого будет лежать сценарий, основанный на реальных событиях. Сценарием занялся малоизвестный сценарист Дэвид Бэттл, для которого данный проект стал первым полноценным коммерческим фильмом в его карьере. Вскоре Ласку предложил участие в проекте и известному режиссёру Ренни Харлину, находившемуся на тот момент в творческом кризисе и желавшему снять такой фильм, который позволил бы ему «смотреть на себя в зеркало по утрам». Ласку представил проект как малобюджетное кино (заявленный бюджет составил всего лишь 15 миллионов долларов), но с практически гарантированным участием в съёмках грузинской армии. Харлин выразил согласие стать режиссёром грядущего фильма.
В одном из интервью, данных после выхода фильма, Харлин рассказывал, что в поисках более подходящего для себя проекта он начал работу над неким историческим фильмом, но ему категорически не нравились условия финансирования проекта (в другом интервью он сказал, что это был «Маннергейм»). Из-за неудачи с этим проектом Харлин впал в депрессию, также появились и финансовые проблемы. И когда ему представился случай познакомиться с продюсерами, обсуждавшими между собой съёмки фильма об южноосетинском конфликте, то возможность участия в данном проекте его весьма привлекла, тем более, что, как он вскоре выяснил, многие его знакомые просто ничего не знали о событиях войны. Позднее Харлин рассказывал, что на самом деле предложений было несколько, но он выбрал то, в которое он на самом деле «поверил».
Харлин принялся за изучение публикаций в Интернете о данных событиях. Результатом его исследования стал вывод о том, что мир совсем не стремится узнать больше о прошедшей войне, равно как и о постсоветских странах. По его словам, он вместе со своим другом Микко Аланном, сценаристом из Финляндии, изучил отчёты независимых экспертов из ООН, ЕС и Human Rights Watch, выслушал рассказы грузинских беженцев, политиков и журналистов, на основании чего у него сложилась цельная картина событий. Результатом стала черновая версия сценария, представлявшая собой переписанный вариант оригинального сценария Дэвида Бэттла. Следующим этапом небольшого расследования стала отправка Харлина в Грузию, чтобы побеседовать с журналистом, непосредственно наблюдавшим ход войны. Там же ему удалось лично побеседовать с грузинами, видевшими войну, — «людьми со шрамами на теле и со слезами на глазах». Собранной информации было вполне достаточно, чтобы Харлин решил приступить к съёмкам фильма. Позднее, в одном из интервью, данных в конце 2011 года, Харлин рассказал, что, собирая информацию, беседуя с беженцами и очевидцами войны, он понял, что «новости — это бизнес», а новости на мировых новостных каналах тщательно отбираются, поэтому он и вставил в фильм эпизод с отказом обнародования записи. Причём, по его словам, этот момент и стал одним из ключевых моментов, повлиявших на его заинтересованность в фильме. Кроме того, как он сам неоднократно признавался, определённую роль тут сыграл и тот факт, что он сам родом из Финляндии — небольшой страны, расположенной по соседству с Россией и в своё время неоднократно воевавшей с ней.
Однако, несмотря на подобные параллели, целью Харлина, по его словам, было создание некоего универсального кино о войне. То есть, как он пояснял, события, произошедшие между Россией и Грузией, могли вполне произойти в Руанде, Боснии, Южной Америке, Ираке, Ливии, Тунисе или Египте, либо в любой другой стране. Таким образом, проект задумывался как фильм, поднимающий серьёзные вопросы с одной стороны и использующий элементы некоего развлечения — с другой, за счёт чего люди, пережившие войну, могли бы рассказать об этом даже тем, кого политика абсолютно не интересует. Как он позже заявлял в интервью, он изначально был готов к обвинениям в одностороннем освещении событий, но, по его мнению, он должен был показать факты такими, какие они есть, а именно показать те репортажи с мест событий, которые были доступны в Интернете. Впоследствии он даже утверждал, что он и продюсеры изначально хотели показать факты в виде некоего развлекательного фильма.
4 августа 2009 года в интервью британской газете The Guardian Ренни Харлин официально объявил о начале подготовки к съёмкам фильма, заявив при этом, что следующим его фильмом станет антивоенная драма (как он чуть позднее уточнит, фильм будет «ни антирусским, ни антигрузинским, ни антиамериканским, а антивоенным»), посвящённая недавней войне между Россией и Грузией. По данным издания, подготовка к съёмкам фильма и отбор актёров на тот момент уже начались, хотя Харлин получил сценарий всего двумя неделями ранее. Съёмки были запланированы на середину сентября в местах, расположенных недалеко от мест, где происходили боевые действия. Бюджет на тот момент предполагался небольшим. В качестве исполнительных продюсеров фильма назывались Синди Куйперс и Мирза Давитая — на тот момент всё ещё член парламента Грузии, но при этом занявший также должность первого заместителя председателя комитета по делам спорта и молодёжи, а продюсерами фильма — сам Харлин и Давид Имедашвили.
«Три года назад произошла грузино-российская война, и группа людей решила поведать эту историю остальному миру. Мне повезло, что эти люди пришли ко мне. Война совпала с открытием Олимпийских игр в Пекине. Она длилась пять дней, но её последствия были ужасающими. В этой войне погибли пять журналистов. Я ознакомился с множеством заключений по войне и приехал в Грузию, чтобы убедиться, что эта история стоила того, чтобы о ней рассказать миру».
В октябре 2010 года, представляя 15-минутную рабочую нарезку для фильма на Европейском кинорынке, Харлин назвал фильм «самым личным фильмом в его карьере». По его словам, его последние несколько фильмов были довольно скучными, и теперь ему нужно что-то изменить в своей режиссуре. В 2009 году с этой целью он заключил контракт с другим агентством и начал сотрудничество с новой командой, сразу поручив им придумать нечто новое, при этом это могло быть всё что угодно, «даже любовная история». Отвечая на вопрос о том, как этот фильм воспримут в России, Харлин вновь ответил: «Он не прогрузинский, он антивоенный».
На стадии завершения фильма в блоге Харлина один из посетителей со ссылкой на заметку в The Guardian написал о том, что войну начала Грузия, а не Россия, а самого режиссёра упрекнул в продажности. В ответ на это Харлин заявил, что «самое замечательное это то, что мы живём в эпоху демократии, когда каждый имеет право свободно выражать своё мнение». И у него нет сомнений в том, что ситуация с южноосетинским конфликтом «весьма сложная», и лично он весьма одобряет интерес к этой теме, поскольку, по его мнению, эта короткая война не привлекла к себе достаточного внимания потому, что она произошла во время Олимпийских игр. Впоследствии он заявлял о том, что фильм основан на реальных событиях (или, по крайней мере, большая его часть), хотя и признавал, что в нём присутствуют вымышленные события, тем более, что, по его словам, это художественное кино. Тем не менее, в одном из интервью, данных в конце 2011 года, Харлин подчеркнул, что показанные в фильме зверства «русских» были на самом деле. На вопрос журналиста, почему Россия не понесла за это никакого наказания, он провёл параллели со Средним Востоком и Африкой, где постоянно происходят массовые насилия и убийства, но никому до этого нет дела.
И если Харлин напрямую о своей прогрузинской точке зрения не высказывался вплоть до премьеры в США, то голливудские актёры, задействованные в съёмках фильма, высказывались более откровенно. Так, например, как рассказывал впоследствии актёр Дин Кейн, когда съёмочная бригада приехала на съёмки фильма, то об ужасах недавно произошедшей войны они узнали там от грузин (в том числе и Саакашвили). По его мнению, мир должен обратить внимание на этот конфликт, и фильм, соответственно, должен пролить свет на произошедшие события. Джонатон Шек ещё в период съёмок в своём блоге неоднократно заявлял, что это фильм о борьбе за свободу страны, на которую напали её «бывшие оккупанты». Шек с восхищением отзывался о маленькой стране, мужественно противостоявшей агрессии превосходящего противника.
Схожей точки зрения первоначально придерживался и Энди Гарсиа. Так, на премьере фильма в Грузии Харлин и Гарсиа заявили, что в фильме Грузия представляет образ тех стран, где люди борются за свободу и независимость. В этом контексте они вспомнили также события в Ливии и Египте и отметили, что фильм по своей сути является пацифистским. Позднее на британской премьере в Лондоне Харлин подчеркнул, что никакую войну нельзя выиграть, поскольку, вступив в неё, уже несёшь потери, а Энди Гарсиа вновь высказал точку зрения, что все люди должны быть свободными, а грузины сражались за свою страну, свою независимость, и похвалил их за это. Однако позднее он заявил, что «все могут ругать друг друга в своих фильмах, а где-то посередине, вероятно, и лежит истина».
И лишь в интервью на канале CNBC по поводу американской премьеры, состоявшейся 19 августа 2011 года, Харлин высказался более откровенно, заявив, что в Грузии была ситуация не как в Афганистане и Ираке, Россию раздражала помощь Америки Грузии в стремлении последней к развитию, и она воспользовавшись тем, что внимание всего мира было отвлечено Олимпиадой, напала на Грузию. Целью фильма как раз и было показать миру «реальные события» в Грузии.
Позиция же грузинских сопродюсеров фильма изначально была более однозначной. Так, например, Мирза Давитая всячески отрицал пропагандистскую направленность фильма, а также отвергал обвинения в однобокости и предвзятости в изображении событий в фильме. По его словам, «фильм основан на международных докладах Human Rights Watch и Европейского Союза».

### Подбор актёров
В начале октября 2009 года появилась информация о том, что на одну из ролей в фильме приглашён голливудский актёр Энди Гарсиа. Согласно имевшейся на тот момент неофициальной версии, ему была предложена именно роль президента Грузии, несмотря на то, что он на 11 лет старше Михаила Саакашвили. Для подготовки к съёмкам Гарсиа специально тренировался говорить с акцентом, просматривая записи выступлений Саакашвили на Youtube и беря уроки у консультанта. В ноябре 2009 года Михаил Саакашвили в Киеве в ток-шоу «Готов Отвечать» (телеканал «Украина»), обсуждая Энди Гарсиа, пошутил, что «он жестикулирует руками не меньше меня. Думаю, он с этим справится».
15 октября 2009 года Джонатон Шек написал в своём блоге о съёмках в Грузии. По его словам, он играл роль капитана Вооружённых сил Грузии, но у него не было ни соответствующей подготовки, ни знания грузинского языка. Профессионального преподавателя грузинского языка у него также не было, поэтому грузинские фразы ему приходилось заучивать уже во время съёмочного процесса при помощи местных грузин, задействованных в создании фильма. По словам Шека, грузины довольно часто принимали его за соплеменника.
На роль казака Даниила Харлин без каких-либо проб пригласил своего давнего знакомого — финского актёра Микко Ноусиайнена, с которым до этого работал над проектом «Маннергейм». Для вживания в роль Ноусиайнен два месяца посещал тренажёрный зал, затем на съёмках в Грузии под руководством инструктора учился произносить русскоязычные фразы. Говорить на русском языке актёру пришлось впервые в жизни, и значительную часть фраз он просто не понимал. Также для создания образа актёру делали временные татуировки, напоминающие тюремные.
Об участии Руперта Френда стало известно ещё в середине октября 2009 года из записи в официальном блоге Джонатона Шека. Уже после окончания съёмок, в начале декабря 2009 года кинопортал Collider опубликовал интервью с Френдом, на тот момент уже известным по своему участию в фильме «Гордость и предубеждение» и готовившимся к выходу фильма «Молодая Виктория». В интервью Френд вкратце рассказал о сюжете фильма и своём участии в нём. Уже после выхода фильма Харлин утверждал, что взял Френда на главную роль из-за того, что он хотел озадачить зрителей и лишить их ощущения безопасности при просмотре фильма, а Френд для этого подходил как нельзя более кстати — замечательный актёр и при этом представляющий собой одно из «незаезженных имён в Америке».
В самом конце октября 2009 года было объявлено об участии в съёмках актрисы Эммануэль Шрики, до этого известной в основном благодаря роли в американском телесериале «Красавцы» и имевшей на своём счету лишь эпизодические роли в полнометражных фильмах, и актёра Вэла Килмера, наиболее известного по фильмам 90-х, как, например, «Бэтмен навсегда». Согласно информации на тот момент, Килмер должен был сыграть роль журналиста, оказавшегося в зоне конфликта между Россией и Грузией, а Шрики была доверена главная женская роль в фильме. Впоследствии Харлин объяснил свой выбор тем, что ему нужна была актриса, способная точно сыграть грузинку, поскольку, по его мнению, грузинки «чрезвычайно сильные» и «очень красивые». И ею стала Шрики, произведя на Харлина впечатление актрисы, способной показать как силу, так и уязвимость человека, попавшего в беду. При выходе фильма на носителях в конце ноября 2011 года, Шрики рассказала о своём видении персонажа, о том, как её героиня меняется на протяжении всего фильма: вначале она против съёмок насилия, но к концу фильма она понимает, насколько важна эта запись, и готова бороться за свою страну до конца.
Когда стало известно о прибытии в Грузию Килмера для участия в съёмках (в конце октября 2009 года) в роли безымянного голландского журналиста, снимающего разворачивающийся конфликт, многие грузинские СМИ провели параллель между персонажем и погибшим в ходе войны нидерландским журналистом Станом Сторимансом. Мирза Давитая, объявивший о прибытии Килмера, отказался подтверждать то, что персонаж Килмера имеет прямую связь со Сторимансом, а также отказался сообщать какие-либо дополнительные детали.
Кроме того, к тому моменту уже было известно также и об участии в проекте Раде Шербеджиа и Антье Трауэ.

### Съёмки
Как писал 9 сентября 2009 года в своём блоге Харлин, он со съёмочной бригадой прибыл в Грузию в начале сентября для подготовки к съёмкам фильма. По его словам, команда активно занималась возведением декораций, подготовкой военного обмундирования, вертолётов, самолётов, танков и прочей техники для батальных сцен. 12 сентября он написал, что до начала съёмок осталось лишь две недели, и Харлин начал кастинг местных актёров на роли в фильме, а через неделю он упомянул о том, что сценарий был переписан.
Съёмки фильма начались 5 октября 2009 года в Цалкском муниципалитете Грузии региона Квемо-Картли и вблизи зоны грузино-осетинского конфликта на военной базе в Гори (регион Шида-Картли). В частности, снимались батальные сцены, в которых принимали участие танки и другая тяжёлая техника, предоставленные грузинским правительством, что позволило сильно сэкономить на компьютерной графике. На показе рабочей нарезки на EFM Харлин вспоминал: «Иной раз у меня было 40 танков, 8 вертолётов, 4 истребителя и 2000 бойцов в одной сцене. Я был как генерал. У какого киношника такое было? Хоть когда-нибудь?». Однако эти цифры разнились от одного интервью к другому. Так, например, уже после выхода фильма он же рассказывал про 80 танков, 8 вертолётов, 3 истребителя, 2 или 3 тысячи солдат и ещё 2 тысячи (ещё в одном интервью он назвал уже 5 тысяч) людей, изображающих беженцев. После премьеры в США количество персонала и техники вновь изменилось: истребителей стало 6, а солдат — 5 тысяч. По словам Харлина, за всё это пришлось платить деньги, но, к его удивлению, довольно небольшие, поскольку данная техника была ещё советского производства, лишь с изменёнными опознавательными знаками. По словам Харлина, во время съёмок они столкнулись с рядом проблем. Так, например, поскольку съёмки велись неподалёку от российской базы, то им пришлось согласовывать использование техники у границы с Южной Осетией, поскольку российская сторона довольно настороженно реагировала на полёты истребителей и проезд колонны танков у границы. Ещё одним испытанием для съёмочной бригады стало отсутствие отелей и любого другого сдаваемого внаём жилья, поэтому некоторое время спать им приходилось в машинах. Затем команда получила в своё распоряжение небольшую дачу, где у них была лишь одна спальня, кухня и ванная, а всё необходимое для жизни доставлялось из других мест.
Всего в команде были представители 17 стран, поэтому в качестве переводчиков было привлечено значительное количество человек. Так, например, спецэффектами, визуальными эффектами и трюками для фильма занимались российские специалисты (в частности, российская каскадёрская компания StuntART занималась трюками и спецэффектами). На привлечении российских специалистов настоял сам Харлин, впоследствии назвавший это «большой политической горячей картофелиной» (англ. huge political hot potato), поскольку ему показалась удачной идея о привлечении именно россиян для съёмок фильма в Грузии о недавней войне с Россией. Перед съёмками произошёл инцидент, когда они отправились на одну из военно-воздушных баз Грузии. Услышав русскую речь, грузины поинтересовались, откуда прибыли каскадёры, получив в ответ «Россия». Вмешаться в назревающий конфликт пришлось Харлину лично, впоследствии объяснившему конфликт тем, что грузины подумали, «что это могло быть шпионской вылазкой». Но объяснив, что они здесь лишь за тем, чтобы рассказать всему миру грузинскую версию событий, Харлину удалось замять конфликт.
В качестве оператора Харлин выбрал перуанца Чекко Варезе, который в своё время в качестве военного фотографа побывал во многих горячих точках мира от Руанды и Боснии и до Ирака с Афганистаном, а также побывал в Чечне во время Первой чеченской войны. Но, по словам Харлина, даже для Варезе, не раз видевшего войну, эти съёмки оказались очень эмоциональными: так, например, Харлин утверждал, что во время съёмок сцены прощания героя Руперта Френда с раненым другом Варезе изрядно прослезился.
14 октября в центр Гори были перевезены сожжённые танки и вертолёты для съёмок эпизода бомбардировки, запланированных на следующий день. Согласно заявлениям продюсеров, для придания реалистичности происходящему часть зданий даже планировалось специально повредить. Съёмки в Гори должны были закончиться на следующий день, и тогда же (15 октября) в Гори ждали Энди Гарсиа. Однако актёр прибыл в Грузию вечером 18 октября. По предварительным планам 19 и 20 октября съёмки должны были проходить в Авлабарской резиденции президента, а 21 октября — возле парламента. Перед съёмками Энди Гарсиа встретился за обедом с Михаилом Саакашвили и, по словам последнего, «всё время спрашивал, как произносить те или иные слова».
20 октября с утра в парламенте Грузии были сняты сцены пресс-конференции экранного героя Энди Гарсиа — президента Грузии Михаила Саакашвили. Первоначально после своего прибытия в Грузию Гарсиа отказывался от встреч с журналистами, ссылаясь на условия своего контракта. Затем было решено допустить журналистов на съёмки пресс-конференции президента Грузии. Всего для съёмок выступления перед журналистами потребовалось три дубля.
Далее съёмки с участием Гарсиа прошли в Тбилиси в Авлабарской резиденции президента Грузии Михаила Саакашвили. А вечером того же дня перед парламентом Грузии снимали эпизод, в котором на проспекте Руставели десятки тысяч людей собрались для «демонстрации единства нации на фоне войны с Россией». Организаторы съёмок обратились к тбилисцам с просьбой прийти в этот вечер на площадь для участия в массовке. Для съёмок фильма проспект Руставели был перекрыт для движения автотранспорта. По сообщениям некоторых грузинских СМИ, на этот призыв откликнулись тысячи жителей Тбилиси. Однако, по сообщениям других, этого оказалось недостаточно. Для сбора недостающей массовки городская мэрия выделила автобусы для подвоза жителей отдалённых районов, студентов, школьников. Так, грузинская газета «Резонанси» писала, что у её офиса стояло 40 автобусов, в которые собирали граждан. В результате в городе начались сбои в движении. Впоследствии Гарсиа признался, что для сцены выступления на проспекте Руставели он специально подражал грузинскому акценту, для которого за основу взял голос Винчента «Винни» Корлеоне-Манчини (en).
Тогда же были отсняты кадры, повторяющие приезд в Тбилиси для поддержки Грузии лидеров прибалтийских государств, президентов Польши и Украины. Данная сцена была снята всего лишь за четыре дубля, а всего съёмки с участием Гарсиа заняли два дня (хотя изначально планировались три съёмочных дня), по окончании которых (утром 21 октября) актёр покинул столицу Грузии. Вместе с ним покинул Грузию и Дин Кейн, сыгравший в фильме роль советника президента Грузии по вопросам безопасности.
Дальнейшие съёмки должны были проходить в Вардзиа (регион Имеретия) и Мцхета (вблизи Тбилиси). В конце октября проходили ещё съёмки батальных сцен (в частности, сцена сбивания российского вертолёта). Тогда же, в последних числах октября, в Грузию для участия в съёмках на неделю прибыл Вэл Килмер.
Съёмки изначально планировалось закончить 16 ноября, однако съёмочный период закончился 23 ноября, продлившись, таким образом, 36 дней. В последний съёмочный день снимался заключительный фрагмент фильма с рассказами людей, переживших войну. Как рассказывал Харлин в одном из интервью, он нашёл этих людей ещё в своё первое посещение Грузии. Они тогда жили в бараках, лишившись своего крова. На тот момент он лишь выслушал их, а по завершении основных съёмок фильма пригласил их на студию для записи их рассказов на видео. Первоначально в его планы не входило какое-либо использование этих записей, но, просматривая получившийся материал, он решил, что неплохо было бы вставить его часть в концовку фильма.
По окончании съёмок основная часть съёмочной группы покинула Тбилиси, а оставшаяся техническая группа в течение недели должна была рассортировать технику и загрузить её в контейнеры.
В декабре 2009 года Харлин написал, что в Лос-Анджелесе проходит постпродакшн фильма, а 30 апреля 2010 года сообщил о том, что фильм уже почти закончен и для продюсеров и создателей в преддверии Каннского кинофестиваля был проведён предварительный показ фильма.
Изначально фильм был снят на английском языке. Для показа в Грузии фильм был переведён на грузинский язык. В озвучивании фильма приняли участие грузинские актёры Шалва Думбадзе и Шота Кристесашвили. При этом актёр, дублировавший персонажа Энди Гарсиа, выбирался из пяти кандидатов.

## Бюджет и финансирование
Информация о точном размере бюджета фильма крайне противоречива: различные источники называют суммы от 12 до 50 млн долларов.
На этапе создания фильма официальный спонсор проекта был неизвестен. Но ещё на стадии съёмок высказывалось мнение о финансировании проекта властями Грузии. Так, в частности, лидер лейбористов Шалва Нателашвили заявил газете «Алиа», что Саакашвили выделил на съёмки фильма 35 миллионов долларов, причём данную информацию лично подтвердил и бывший госминистр по урегулированию конфликтов Георгий Хаиндрава. Он заявил, что «поскольку мы не знаем имя продюсера этой картины, то это даёт повод думать, что продюсер этой картины — Саакашвили». А генеральный секретарь грузинской Лейбористской партии Иосиф Шатберашвили утверждал, что Саакашвили заплатил 100 миллионов долларов создателям фильма. Впоследствии грузинская оппозиция также неоднократно обвиняла правительство страны в том, что оно является главным спонсором фильма. В октябре 2009 года российские газеты распространяли информацию о том, что Энди Гарсиа получит гонорар в размере 500 тысяч долларов, а Харлин — 450 тысяч долларов.
В ноябре 2009 года Михаил Саакашвили в Киеве в ток-шоу «Готов Отвечать» (телеканал «Украина») ответил на вопросы телезрителей, в частности заявив, что власти Грузии не финансировали данный фильм, поскольку у них не было денег на поддержку грузинского кинематографа. Эту же точку зрения поддержал и Харлин, заявив, что он и его команда «не получали никаких денег от правительства Грузии».
Однако в декабре 2009 года американский журнал Time опубликовал высказывание автора данного проекта Давида Имедашвили, который заявил, что первоначальное финансирование осуществлялось грузинским правительством. По его словам, подобные проекты дают Грузии редкий шанс «дать сдачи своему северному соседу». Исполнительный продюсер фильма Мирза Давитая, являвшийся членом парламента и политической партии Саакашвили, поддержал идею, заявив, что «это наш шанс показать всему миру то, что здесь произошло», а фильм «основан на исторических фактах». Данная информация позволила оппозиции обвинить Саакашвили во лжи. В свою очередь, подводя итоги уходящего 2009 года, Саакашвили вновь заявил о непричастности государства к финансированию съёмок, заявив, что «это обычный коммерческий проект, который заработает в десять раз больше», а над фильмом работала «группа идеалистов», которая приехала «туда, где истина».
Тем не менее, согласно официальной версии, озвученной после выхода фильма, съёмки фильма были проспонсированы независимыми грузинскими бизнесменами, однако неофициально высказывались мнения и об участии в проекте и российского капитала. Так, например, один из продюсеров фильма, Коба Накопия, по информации газеты «Асавал дасавали», приехал в Грузию вместе с российским бизнесменом Кахой Бендукидзе, после чего был назначен им на должность генерального директора АО «Маднеули». Газета сообщает, что в первый же день своего директорства Накопия издал приказ, запрещающий руководству предприятия какую-либо благотворительную деятельность, а также рассмотрение частных заявлений, касающихся спонсорской поддержки или оказания материальной помощи, но при этом неожиданно для всех впоследствии выступил одним из продюсеров фильма. По этому поводу Харлин позднее сказал, что «это единственный раз в истории Голливуда, когда финансирование фильма буквально осуществляется из золотого рудника».
В апреле 2011 года, выступая на конференции, грузинский сопродюсер фильма Ника Авалиани отказался отвечать на вопрос о бюджете фильма, порекомендовав обратиться к «главному продюсеру». А немного позднее, незадолго до премьеры, владелец телекомпании «Кавкасиа» Давид Акубардия заявил, что по его информации съёмки фильма обошлись в 30 млн долларов, в ответ на что известный советский и грузинский киноактёр Нодар Мгалоблишвили выразил сожаление по поводу того, что фильмы о Грузии снимают американцы, а не сами грузины, добавив при этом, что грузинские кинематографисты за эту сумму могли бы снять 30 фильмов.
Окончательную точку в данном вопросе Харлин поставил 5 июня 2011 года на пресс-конференции по случаю премьеры фильма в Тбилиси, заявив, что бюджет фильма составил лишь 12 миллионов долларов, а в конце июня того же года в эфире телекомпании «Имеди» главный продюсер фильма Коба Накопия подтвердил, что бюджет фильма составил менее 20 млн долларов, однако при этом точной суммы он не назвал. Также он не стал отвечать на вопрос о гонораре Энди Гарсиа, сославшись на условия контракта, согласно которым данная информация является конфиденциальной.
В середине июля 2011 года министр культуры Грузии Николоз Руруа в интервью радиостанции «Эхо Москвы» высказал свою точку зрения на фильм и сообщил, что государство его не заказывало, а его съёмки профинансировала грузино-украинская частная компания.

## Маркетинг
Первые фотографии и видеозаписи со съёмок появились в октябре 2009 года. В феврале 2010 года в сети появился первый проморолик фильма (под рабочим названием «Грузия»), вызвавший нарекания по части качества материала, поскольку фактически представлял собой черновой материал. На его основе был смонтирован первый трейлер фильма, опубликованный в Интернете лишь в июне 2010 года. Трейлер только подтвердил высказывавшееся ранее мнение об одностороннем изображении событий.
В октябре 2010 года на Европейском кинорынке (EFM) в Берлине была показана 15-минутная рабочая нарезка готовящегося фильма. Нарезка представляла собой наиболее зрелищные моменты, начиная с красивых пейзажей Грузии и заканчивая сценами со взрывающимися автомобилями и воздушными съёмками вторгающейся российской армии.
В ноябре 2010 года вышел второй трейлер фильма уже под официальным грузинским названием «5 дней в августе». А в преддверии американской премьеры, 29 июня 2011 года в Интернете были опубликованы новый постер и третий трейлер фильма с уже международным названием — «5 Days of War». Трейлер вызвал интерес на международных киносайтах, причём некоторые журналисты, прокомментировавшие его появление, сознались, что о фильме ранее ничего не слышали, но тем не менее многие из них высказали мнение, что фильм вызывает определённый интерес.
В преддверии японского проката, назначенного на 1 октября 2011 года, в конце августа был выпущен японский вариант трейлера фильма, а также локализованные промопостеры.

## Выход

### Кинофестивали
«Я полагаю, что, конечно, российские власти сделают всё для того, чтобы народ ничего не узнал об этом фильме. Но границы сейчас открыты. В Россию все равно потихоньку попадут DVD диски, фильм также появится в Интернете. Я уверен, что этот фильм обязательно посмотрят сами Медведев и Путин. Если они уже его не посмотрели, так как первый показ состоялся на Каннском кинофестивале — и у ФСБ будет копия. Негативная реакция России обусловлена тем, что фильм имел успех».
На этапе съёмок фильма, согласно одной из версий, планировалось выпустить фильм в мае 2010 года, а согласно другой — 8 августа 2010 года, в годовщину начала войны. Однако в мае 2010 года состоялся лишь показ черновой версии фильма (под названием «Georgia») в закрытом режиме в период проведения Каннского кинофестиваля (без участия в программе фестиваля). В сентябре 2010 года было объявлено, что фильм выйдет в марте 2011 года. По одной из версий, мировая премьера фильма могла состояться в рамках кинофестиваля «Берлинале», проходящего в Германии в конце февраля — начале марта.
Следующий показ фильма состоялся лишь 3 ноября 2010 года на кинорынке American Film Market в США, где, по словам одного из продюсеров фильма Джорджа Ласку, «оставил очень хорошее впечатление», и его прокат был запланирован в 50 странах мира, причём Великобритания, Франция и Германия сразу приобрели права на его распространение (после выхода фильма было опровергнуто Харлиным).
14 апреля 2011 года фильм был показан на международном фестивале приключенческих фильмов Mostra de Valencia в Валенсии. Фильм был показан на закрытии кинофестиваля во внеконкурсной программе, а на его показе присутствовал госминистр Грузии по вопросам диаспоры Папуна (Мирза) Давитая. Помимо самого министра, в составе грузинской делегации были также певица София Нижарадзе, композитор Ника Меманишвили и представители творческой группы. На показе фильма присутствовал и режиссёр фильма, Ренни Харлин, а также продюсер фильма Коба Накопия. За показ фильма Харлину планировалось дать специальный приз кинофестиваля. Во время церемонии закрытия кинофестиваля Ренни Харлин заявил, что посвящает показ своего фильма памяти президента Польши Леха Качиньского, который, по словам Харлина, «был в числе первых мировых лидеров, который в то время прибыл в Грузию, чтобы поддержать грузинский народ». После показа Папуна Давитая заявил о грядущем успехе фильма, исходя из «реакции зрителей».
20 мая 2011 года фильм был показан во время Каннского кинофестиваля, однако он вновь демонстрировался не в рамках конкурсной программы самого фестиваля, а показывался в одном из многочисленных маленьких кинотеатров в Каннах для критиков и представителей киноиндустрии (тогда как некоторые СМИ утверждали, что фильм демонстрировался именно на кинофестивале). После показа состоялся приём с участием около 600 гостей. На приёме были представлены фотографии о конфликте. Одним из организаторов и показа, и приёма являлся сам Харлин.
13 мая 2011 года грузинский сопродюсер фильма Ника Авалиани на пресс-конференции объявил о грядущем выходе фильма в Грузии и заявил, что «картина уже получила очень хорошие отзывы на разных кинофестивалях Европы и Америки» (помимо вышеперечисленных кинофестивалей, картина демонстрировалась также и на Венецианском кинофестивале, и на Европейской киноярмарке), подведя тем самым черту под показами фильма на различных кинорынках.

### Грузия

#### Подготовка к премьере
В Тбилиси премьера фильма прошла 5 июня 2011 года в кинотеатре «Руставели». Событие вызвало огромный резонанс как в политической, так и в культурной жизни страны. Подготовка к проведению премьеры, а также сама премьера фильма стали центральными темами практически всех грузинских СМИ. Журналисты следили не только за процессом подготовки, но и отслеживали культурный досуг гостей из Голливуда вплоть до мелочей. Специально для гостей была разработана особая культурная программа, а некоторые из гостей удостоились и встречи с президентом Грузии.
За несколько дней до премьеры о планируемых голливудских гостях, а также о восьми американских конгрессменах, на тот момент гостивших в Грузии и приглашённых на премьеру, Михаил Саакашвили сообщил вице-президенту США Джозефу Байдену на встрече в Риме, чем немало заинтересовал его. Специально на презентацию фильма приезжали голливудские звёзды (Энди Гарсиа, Ренни Харлин, Руперт Френд и Вэл Килмер), участвовавшие в создании фильма, а также актриса Шэрон Стоун, в фильме не участвовавшая.
Шэрон Стоун прибыла в Тбилиси раньше остальных гостей из Голливуда 4 июня (накануне премьеры) рейсом из Москвы, остановившись на два дня в одном из верхних номеров гостиницы «Рэдиссон». Перед премьерой фильма актриса встретилась с Михаилом Саакашвили, который показал ей фото своих детей и батумских дельфинов. Специально для гостьи и гостивших американских конгрессменов Михаил Саакашвили провёл небольшую демонстрацию видов на ночной Тбилиси. Вначале Саакашвили продемонстрировал им виды на город из президентского дворца, а затем — со двора дворца. После осмотра ночных видов Тбилиси президент показал актрисе свои рабочий кабинет и приёмную, где были выставлены различные фотографии, в частности, фотографии проектов, находящихся на фазе строительства, а также уже завершённых проектов. Затем актриса отправилась на прогулку по центру Тбилиси, после чего встретилась с Католикос-Патриархом всея Грузии Илией Вторым. По данным владельца телекомпании «Кавкасиа» Давида Акубардия, за этот двухдневный визит Шэрон Стоун получила 5 миллионов долларов, однако репортёры телекомпании «Маэстро», связавшись с Кобой Накопия, поинтересовались у него насчёт этой информации, в ответ на что Накопия пообещал всё выяснить и отключил телефон.
«Я на 50 процентов грузин, на 50 процентов — финн и на один процент — американец».
Режиссёр фильма Ренни Харлин прибыл в Тбилиси рано утром 5 июня вместе со съёмочной группой фильма и по прибытии поцеловал землю, сойдя с трапа, и заявил, что Грузия — его вторая родина, а премьеру фильма назвал самым возвышенным моментом его жизни. Перед началом киносеанса была проведена пресс-конференция в гостинице «Рэдиссон», в ходе которой Харлин представил участвующих в фильме актёров. Он заявил, что счастлив, что вернулся в его «любимую Грузию», а также пошутил о сходстве Энди Гарсиа с президентом Грузии, заявив, что тот любит галстук вместе с горчицей.
5 июня, в день премьеры, проспект Руставели, на котором расположен кинотеатр «Руставели», был перекрыт с утра для подготовки к проведению мероприятия, в частности, шла укладка «красного ковра» для приглашённых гостей. В рамках подготовки было возведено 4 специальных 16-метровых моста, выстланных специальным красным ковром, по которому должны были пройти участники фильма, режиссёр и гости. По всему периметру, прилегающему к кинотеатру «Руставели», были приняты меры по обеспечению усиленной охраны. Во время начала премьеры на этом участке проспекта Руставели движение было полностью перекрыто. В фойе кинотеатра была устроена выставка фотографий, сделанных во время августовских событий 2008 года, а также во время съёмок фильма. Для данной выставки были отобраны 40 лучших фотографий со съёмочной площадки из 11 тысяч.

#### Премьера
Всего на презентацию фильма было приглашено около 840 гостей (изначально сообщалось о 1000 зрителей). Помимо звёзд Голливуда, премьеру фильма посетил почти весь политический спектр Грузии, а также четыре (из восьми ранее объявленных) американских конгрессмена, находящихся на тот момент в Грузии с визитом (впоследствии они отрицали, что их визит в Грузию был специально приурочен к премьере фильма). Цена билетов в кинотеатр выросла до сумм в 5—12 тысяч долларов. Так, например, за место рядом с Шэрон Стоун депутат парламента Грузии Коба Накопия (фактический владелец компании «Маднеули», которая занимается добычей золота в Грузии, и по совместительству продюсер данного фильма) заплатил 20 тысяч лари (около 12 тыс. долларов).
Фильм демонстрировался в дублированном на грузинский язык варианте, но в одном из залов «Руставели» кино было показано в оригинале — на английском языке. В рамках показа среди гостей распространялись книги о грузинских солдатах, погибших в августовской войне.
Как сообщали грузинские СМИ, зрители якобы покидали зал «со слезами на глазах», в том числе «в слезах» была и Шэрон Стоун, а Ренни Харлин признался, что «у него дважды потекли слёзы и он гордится тем, что снял фильм о Грузии и грузинах».
Гостей на премьере фильма фотографировал официальный фотограф пресс-службы президента Ираклий Геденидзе, впоследствии проходивший обвиняемым по нашумевшему «делу фотографов» и обвинённый в государственной измене. После обвинения Геденидзе Европейское фотоагентство удалило на своём сайте все фотографии, касающиеся Грузии, в том числе и фотографии с премьеры фильма.
Во время показа фильма возле кинотеатра собралось несколько сотен человек, приветствовавших американских кинозвёзд. А в нескольких сотнях метров от кинотеатра — на мосту Мира — собрались представители оппозиционной партии «Свободные демократы» (en), вывесившие большой плакат с надписью — «Я помню 26 мая. Насилие будет наказано». По их словам, их целью было ещё раз напомнить населению Грузии «о преступлении, совершённом 26 мая на проспекте Руставели грузинскими властями в отношении собственного народа». Изначально примерно с десяток студентов собрались у гостиницы «Рэдиссон», где проходила пресс-конференция съёмочной группы, и выставили плакаты с надписью «Августовские дни — праздник для Саакашвили, а для Грузии — трагедия», «Дешевая пропаганда не является искусством», «Roses for Stone, stones for people». Затем они попытались проникнуть в гостиницу, чтобы сообщить своё отношение авторам фильма, однако их не пустила охрана. После этого они попытались провести акцию протеста перед кинотеатром «Руставели». Прибывшая полиция задержала трёх грузинских оппозиционеров, участвовавших в акции протеста, как участников мелкого хулиганства. По результатам изучения ситуации городской суд приговорил их к небольшим срокам и штрафам. На следующий день Лаша Чхартишвили, приговорённый к 10 дням административного заключения, заявил, что выполнял свой гражданский долг, а фильм назвал «снятым с целью представления проигранной войны выигранной, в том числе и на российские деньги (средства Накопия, Темура Аласания и Генералова)». Однако многие тбилисцы пропустили как премьеру фильма, так и акцию оппозиционеров, так как на стадионе «Шевардени» разыгрывался финал молодёжного кубка мира по регби.

#### Благотворительный ужин
После показа фильма в Государственном драматическом театре имени Шота Руставели прошёл благотворительный ужин, на котором присутствовали президент Грузии Михаил Саакашвили (пропустивший показ фильма, так как посмотрел его заранее) и первая леди Грузии Сандра Рулофс, а также режиссёр фильма Ренни Харлин и исполнитель роли президента Грузии Энди Гарсиа. Кроме того, на ужине присутствовали представители действующих в Грузии компаний, заплатившие за места на ужине в качестве пожертвования. Всего на ужине присутствовало 160 гостей. Собранные средства были предназначены пострадавшим в ходе войны в августе 2008 года.
«Через этот фильм люди во всем мире узнают, что чувствовали и думали мои сограждане, боровшиеся за свою независимость, и как было сложно выстоять в тех условиях, нас спасло единство нашего народа и воля к свободе».
Представители «Бизнес-ассоциации Грузии», которая выступила организатором данного благотворительного ужина (впоследствии Министерство культуры и охраны памятников Грузии сообщило о том, что денег на проведение премьеры и ужина не выделяло), заявили, что о блюдах на ужин позаботился трёхзвёздочный французский шеф-повар Алан Пасар, который был приглашён специально к этому мероприятию. Также было заявлено, что, помимо собранных средств, значительное пожертвование сделают спонсоры мероприятия. Журналисты на банкет не допускались. Во время ужина к гостям на грузинском и английском языках обратился Михаил Саакашвили. Президент выразил благодарность американским актёрам за фильм, заявив, что «хотя он и не изменит ситуацию, территории Грузии вновь будут оккупированы, а беженцы не смогут вернуться в родные места, всё же этот фильм важен для всего мира, и в первую очередь для жителей Грузии». Отдельно Саакашвили поблагодарил Кобу Накопия за помощь в осуществлении постановки. С ответными благодарностями выступили Ренни Харлин и Энди Гарсиа. Они заявили, что делали фильм о героическом маленьком народе, который хотел сохранить свою свободу. Так, Харлин заявил о готовящейся презентации фильма в США 19 августа и выразил уверенность, что для многих американцев Грузия станет более понятной и близкой после просмотра данного фильма. Гарсиа добавил, что это пацифистский фильм, который направлен против любого насилия и может быть применим для всех стран в мире. Под конец вечера Гарсиа поднялся на сцену и сыграл на фортепьяно и спел песню. Помимо него в качестве музыкальной составляющей вечера выступили грузинские исполнители и фольклорные ансамбли. Всего же за билеты на этот благотворительный ужин грузинские бизнесмены заплатили от 5 до 10 тысяч лари. По сообщениям СМИ, данный благотворительный вечер собрал 1,5 миллиона лари.
В сентябре 2011 года президент «Бизнес-ассоциации Грузии» Гиорги Чиракадзе объявил о том, что из собранных денег один миллион лари будет распределён среди семей погибших и пострадавших в войне августа 2008 года. По его словам, миллион будет распределён поровну между примерно 400 семьями, каждая из которых получит по 2500 лари на специальные счета, открытые совместно «Бизнес-ассоциацией» и «Банком Грузии». Список семей составлялся «Бизнес-ассоциацией» на основе информации, полученной от ряда госучреждений. Перечисление сумм должно было начаться в конце сентября. На остальные полмиллиона лари «Бизнес-ассоциация» собиралась до конца 2011 года осуществить ещё один благотворительный проект, также направленный на поддержку пострадавших в августовской войне, однако более подробной информации Чиракадзе на тот момент не сообщил.

#### Завершение мероприятия
По завершении ужина Харлин сообщил собравшимся журналистам о том, что ему предложили получить гражданство Грузии, и он готов принять это предложение и хотел бы жить в Батуми. Он также сообщил, что не прочь снять в Грузии новый фильм, если будет такое предложение (позднее грузинские СМИ опубликовали новость о том, что Саакашвили якобы в ответ на эти слова подарил ему дом в Батуми, однако пресс-спикер президента Манана Манджгаладзе данную информацию не подтвердила, а впоследствии Харлин сам купил себе квартиру в Батуми). А Стоун перед отбытием в Лондон из Грузии заявила, что «у Грузии прекрасная власть и здесь проживает прекрасный народ», и добавила, что будет советовать всем режиссёрам снимать свои фильмы в Грузии.

#### Прокат
Помимо кинотеатра «Руставели», согласно заявлению грузинского сопродюсера фильма Ники Авалиани, показ фильма был запланирован и в тбилисских кинотеатрах «Амирани» и «Сакартвело», а также в кинотеатрах грузинских городов Рустави, Кутаиси, Сачхере, Зугдиди и Поти. Фильм демонстрировался в дубляже на грузинском языке. Уже на следующий день, 6 июня, пиар-менеджер кинотеатров «Руставели» и «Амирани» Элисо Килосанидзе заявила о большом зрительском интересе к фильму. Таким образом, по её словам, прокат фильма в тбилисских кинотеатрах должен был продлиться около месяца, а при наличии продолжительного спроса со стороны зрителей этот срок мог быть продлён.

#### Дополнительные показы
13 июня 2011 года в тбилисском кинотеатре «Амирани» прошли торжественный приём и специальный показ фильма для дипломатов, аккредитованных в Грузии, и членов грузинского парламента. Организаторами мероприятия выступили министерство культуры Грузии и компания M|group.
Поздно вечером 8 августа 2011 года в годовщину войны прошёл показ фильма на центральной площади Гори. Перед показом прошла «Акция свечей», в рамках которой большая карта Грузии была украшена зажжёнными свечами. Параллельно проводилась фотовыставка, посвящённая августовским событиям. Показ фильма завершал мероприятия, посвящённые третьей годовщине войны. На показе присутствовали уполномоченный президента в регионе Шида-Картли Зураб Арсошвили, владыка Саба, грузинские создатели фильма, а также местные жители. Перед началом показа создатели выступили с обращением ко всем присутствующим. Так, например, Ника Авалиани напомнил о героизме павших воинов и отметил, что их героизм отражён в данном фильме.

### Остальные страны
| Дата показа/премьеры  | Страна         | Информация |
| --------------------- | -------------- | --- |
| 7 июня 2011 года      | Великобритания | Британская премьера фильма состоялась в штаб-квартире Британской академии кино и телевизионных искусств (Лондон, Великобритания). На премьерном показе присутствовала практически вся съёмочная группа, в частности Энди Гарсиа, Ренни Харлин, Джонатон Шек, Раде Шербеджия и Дин Кейн. Помимо самих создателей, презентацию посетили также известный актёр Кеннет Кренхем с дочерью Кейтлин и другие знаменитости. После окончания показа режиссёр и актёры дали интервью британской прессе и рассказали о съёмках фильма. Также после показа фильма состоялась презентация книги, состоящей из рассказов пострадавших от августовской войны. Однако данная премьера была закрытой, и фильм в широкий прокат в Британии не вышел, что немало разочаровало Харлина, считавшего, что открытый показ фильма хотя бы в одном кинотеатре Сохо подаст пример остальным европейским странам. |
| 21 июля 2011 года     | Австралия      | В Австралии фильм вышел лишь в ограниченном прокате, получив рейтинг MA15+ из-за сцен насилия и нецензурной брани. |
| 16 августа 2011 года  | США            | 16 августа 2011 года в нью-йоркском кинотеатре «Лендмарк» состоялся закрытый показ фильма с участием Харлина, Гарсиа, Френда, Килмера и других голливудских актёров, а также грузинских продюсеров. На премьеру были приглашены кинокритики, журналисты и представители грузинской диаспоры. Накануне показа продюсеры заявляли, что билеты на него «уже практически проданы». Открытый прокат фильма в США начался 19 августа 2011 года в двух кинотеатрах, один из которых был расположен в Нью-Йорке, а второй — в Вашингтоне. Как заявил в сентябре 2011 года аналитик по вопросам Кавказа Центра Карнеги Томас де Ваал, посетивший один из показов в Вашингтоне, фильм «показывали крошечным аудиториям». Так, например, единственным кинотеатром в Нью-Йорке, где шёл показ картины, стал киноцентр «Анджелика» в южном Манхэттене. Уже на втором сеансе, по сообщениям информагентств, в зале присутствовало лишь около 10 человек, один из которых ушёл, не дожидаясь финала. После показа из трёх опрошенных зрителей лишь один в интервью отозвался о фильме положительно. Однако как российские, так и грузинские СМИ со ссылкой на оценки, опубликованные порталом Rotten Tomatoes, сообщили, что «американские кинокритики удовлетворительно оценили фильм». Впрочем, уже через несколько дней американские СМИ начали выставлять низшие оценки фильму в своих кинорейтингах. В первые выходные фильм собрал $6254, а за весь период проката (длительностью месяц) в США — $17 479. Начиная со 2 сентября того же года фильм демонстрировался и в чикагском кинотеатре «Landmark Century Centre Cinema». 8 января 2012 года в Лос-Анджелесе был проведён специальный показ фильма в рамках 13-го кинофестиваля Scandinavian Film Festival. Показ проводился совместно с американским кинопорталом Cinema Without Borders, присудившим Харлину награду «Bridging the Borders Award» за данный фильм. |
| 26 августа 2011 года  | Канада         | Канадская премьера фильма состоялась 26 августа 2011 года в Торонто в кинотеатре AMC Yonge-Dundas (en). В канадском прокате фильм получил рейтинг 14A за наличие сцен насилия и нецензурных выражений. |
| 27 сентября 2011 года | Россия         | Российский показ фильма под названием «Август 2008: пять дней войны» состоялся в московском кафе-клубе «Пироги на Сретенке». Организовывал показ фильма Юрий Бурцев, координатор журналистского клуба «Фронтлайн в России», российского отделения британского клуба «Frontline» (en). По окончании показа была намечена дискуссия на тему «Империя отвечает…», в рамках которой каждый мог высказать собственную точку зрения. |
| 1 октября 2011 года   | Япония         | Японская премьера фильма состоялась 1 октября 2011 года в токийском кинотеатре «Сибуя». Прокат фильма в Японии был организован компанией «Albatross» в сотрудничестве с двумя другими японскими прокатчиками, предлагавшим по специальной льготной цене билеты на три фильма сразу (остальные два фильма были со схожими названиями: «Три дня» (яп. スリーデイズ Сури: Дэйдзу) и «4 дня» (яп. 4デイズ Ён Дэйдзу)), а также последующую скидку на покупку билета на фильм «Нечто». |
| 20 октября 2011 года  | Бельгия        | В рамках встречи в Брюсселе спикера парламента Грузии (en) Давида Бакрадзе с представителями Европарламента, по инициативе заместителя председателя комитета обороны и безопасности Кшиштофа Лизека был проведён специальный показ для депутатов Европарламента. Параллельно с показом проводилась дегустация грузинского вина. По окончании показа депутат Европарламента от Литвы Витаутас Ландсбергис выразил одобрение фильму, заявив, что фильм антивоенный и его должно посмотреть как можно больше людей. |
| 23 ноября 2011 года   | Эстония        | Полноценного проката в Эстонии также не было, но показ фильма состоялся вечером 23 ноября 2011 года в рамках 15-го таллинского кинофестиваля «Тёмные ночи» (en). Фильм демонстрировался в оригинале (на английском языке) с англоязычными субтитрами. После завершения программы кинопоказов в Таллинне она была повторена в начале декабря в остальных городах Эстонии (кроме Тарту). |
| 20 января 2012 года   | Финляндия      | На исторической родине Харлина премьера фильма состоялась 20 января 2012 года. |

## Реакция на фильм

### В Грузии
Политическая оппозиция начала критиковать фильм ещё во время тбилисской премьеры фильма. Так, например, лидер политической партии «Свободная Грузия» Каха Кукава назвал церемонию «помпезной» и «циничной». По его словам, августовская война для Грузии является «трагедией, а не поводом для праздника». А член «Лейбористской партии» Кахабер Дзагания назвал мероприятие «беспрецедентным кощунством со стороны Саакашвили».
Почти через месяц после выхода фильма грузинская региональная телерадиокомпания «Триалети» подала в суд на создателей кинофильма (режиссёра Ренни Харлина, продюсеров Мирзу Давитая и Кобу Накопия) по поводу нанесения вреда её репутации. Компанию не устроил один эпизод в фильме, связанный с её офисом, в котором иностранные журналисты приходят с информацией в офис компании, а он оказывается закрытым. Согласно заявлению компании, во время боевых действий её офис всё время был открыт, а журналисты находились на рабочем месте. Кроме того, в заявлении компании говорилось про «угрозу интервенции», а не про ведущиеся бои неподалёку. По мнению представителей компании, данный эпизод был внесён в фильм по требованию первых лиц Грузии, «которым не нравится объективная позиция и информационная политика „Триалети“».

### В России
Поскольку фильм в России официально не выходил, то полноценные рецензии от российских кинокритиков появились лишь в середине июня (через несколько дней после выхода DVD). Однако точки зрения на данный фильм высказывались ещё на этапе его создания в виде новостных сообщений различных СМИ, и, как правило, эти точки зрения были довольно негативными.
Так, например, ещё задолго до выхода самого фильма, спустя лишь два дня после публикации интервью Харлина, в котором тот заявил о намерении снять фильм об осетинском конфликте, новостной портал Lenta.ru опубликовал едкую заметку, в которой с издёвкой предлагал собственный вариант сценария будущего фильма.
В октябре 2009 года после того, как стало известно о том, что Энди Гарсиа сыграет роль Саакашвили в фильме, на личном сайте Дмитрия «Гоблина» Пучкова были опубликованы две фотожабы с жующим галстук и прячущимся Гарсиа, впоследствии показанные по телевидению.

### Международная
Ещё на этапе создания фильма в декабре 2009 года Гарт Франклин в своём обзоре готовящихся к выходу фильмов упомянул и данный фильм, сразу назвав его образцом голливудской пропаганды. Критик обратил внимание на то, что фильм снимался в окрестностях Тбилиси, с радостью был воспринят руководством Грузии, из чего он делал вывод о том, что российская точка зрения в фильме вряд ли будет представлена. Наибольший интерес, по его мнению, представляет вопрос, будет ли фильм посвящён личностям главных героев или будет целиком посвящён политике?
За несколько дней до американской премьеры фильма газета The New York Times опубликовала отзыв Анны Нейстат, побывавшей по обеим сторонам конфликта и участвовавшей в подготовке двухсотстраничного отчёта Up In Flames Архивная копия от 12 марта 2010 на Wayback Machine, заявившей, что данный фильм «чрезвычайно опасен» в сложившейся геополитической обстановке. По её мнению, фильм весьма избирательно преподносит преступления южных осетин и россиян против грузин и полностью игнорирует преступления самих грузин против южных осетин. По её словам, фильм представляет «русских и осетин кровожадными варварами, а грузин — мирными ангелами».

## Критика

### Грузинская
По поводу как достоинств самого фильма, так и шумихи вокруг него среди грузинских критиков наблюдался полный спектр мнений — от неприятия и вплоть до полного одобрения.
«В России полностью проигнорировали эту премьеру. Кремль настолько боится проникновения в свою страну какой-либо посторонней информации об августовской агрессии против Грузии, что даже блокировал в 2009 году сайт телекомпании «Рустави 2», на котором транслировалась премьера документального фильма «Уроки русского».
Так, например, Георгий Ломсадзе указывает на сильную сюжетную заштампованность для жанра боевика, избитый сюжет и проводит параллели с фильмом «Рэмбо 3», подчеркивая явный антироссийский подход в изображении событий. Его поддержал художественный критик Гоги Квахария, который в свою очередь подчеркивает карикатурный образ Саакашвили в фильме. Художественный критик журнала «Либерали» Давид Бухрикидзе говорит о фильме, как о попытке «улучшить имидж страны на международной арене и обеспечить национальные интересы за счёт чьей-то трагедии». Критик Нино Какабадзе заявила, что даже грузинские эксперты сомневаются в правдивости показанных событий и называют фильм «пропагандистским». По её мнению, режиссёру следовало отразить все точки зрения на прошедшие события, утверждая, что насколько он понравится грузинам, настолько же он не понравится россиянам, а всем остальным фильм будет просто неинтересен.
Журналист Роман Ангуладзе довольно нейтрально пересказывает сюжет фильма, не хваля и не критикуя сам фильм, но весьма скептически описав шумиху, поднятую по поводу фильма в Грузии. И напротив, Мераб Гагуа в своём отзыве на пропрезидентском новостном портале «Грузия Online» решительно критикует Россию за игнорирование выхода фильма и обвиняет её в попытках искажения реальных событий путём съёмок собственных фильмов, отражающих российскую версию событий, поскольку, по его мнению, «российские „воины“ сбрасывали бомбы на грузинские селения, избивали мирных жителей и сжигали деревни, предварительно изгнав всё население», а российская версия событий представляет собой «одурачивание и обман». Схожую точку зрения высказал и министр культуры Грузии Николоз Руруа в интервью радиостанции «Эхо Москвы», заявив о том, что фильм «не шедевр», но «сделан нормально очень», добавив при этом, что он рад тому, что этот фильм снят известным режиссёром, благодаря чему «миллионы людей узнают об этой войне многое».

### Российская
«Я видел фильм «5 дней в августе», и если бы я не знал правду о тех событиях, я был бы уверен, что всё было именно так, как в нём показано. А Грузия в нем представлена стороной, которая себя защищает. Но на самом-то деле это всё ложь и вымысел. При этом, отнюдь не тот, о котором Пушкин говорил «над вымыслом слезами обольюсь».
После выхода фильма в сообщении североосетинской ГТРК «Алания» о лондонской премьере утверждалось, что фильм «точно передаёт грузинскую версию событий августа 2008 года». Осетинский режиссёр Аким Салбиев, в телефонном интервью назвал фильм «ложью и вымыслом». В целом критическую позицию занял и Виталий Нуриев, отметивший несовпадение заявлений Харлина и событий фильма (в частности то, что события почему-то разворачиваются не непосредственно в Осетии, а в Грузии).
Достаточно негативную рецензию опубликовал и журнал «Афиша». В ней Станислав Зельвенский вполне иронично пересказывает сюжет фильма, попутно комментируя тот или иной эпизод фильма. Так, образ Саакашвили он называет «почтительной карикатурой», а Вэла Килмера — похожим на «толстую тетю». По мнению критика, данный фильм — «самый антироссийский фильм со времен холодной войны», превзошедший даже «Рэмбо 3», но при этом сделанный «безобразно». В итоге Зельвенский рассматривает данный фильм как пропагандистский ответ на столь же пропагандистский российский фильм «Олимпиус инферно». Схожую рецензию написал и Денис Корсаков, которая была опубликована на сайте газеты «Комсомольская правда». Он, в частности, сразу заявил о том, что Харлин нехотя снимал кино на заказ, а затем критикует Харлина, сравнивая его прежние фильмы с данным, при этом в целом о фильме делает вывод как о красивой агитке, а об обоих фильмах («5 дней в августе» и «Олимпиус инферно») пишет «два плевка двух стран друг в друга».
Также в довольно ироничном стиле опубликовала рецензию и «Литературная газета», проводя параллели с произведением «Властелин колец». В ней Алексей Шорохов высмеивает сюжетные ходы фильма, проводя параллели «Россия — плохой Мордор», «грузины — славные хоббиты», «российские штурмовики — страшные назгулы» и т. д., сравнивает фильм с «репортажами CNN о преступлениях Муамара Каддафи», рассуждениями «Эха Москвы» о «русском фашизме» и книгами Резуна.
После премьеры фильма в США Lenta.ru опубликовала рецензию Андрея Коняева на фильм, озаглавленную как «Пять дней позора», и с подзаголовком «Ренни Харлин снял непотребное кино о войне в Осетии». В этой рецензии Коняев напомнил о своей давнишней заметке о предполагаемом сюжете фильма и указал, что «мы почти нигде не угадали», но заявил, что сюжет фильма оказался «гораздо хуже наших самых смелых предположений». Основные замечания критика были посвящены не слишком хорошо проработанному сюжету и концовке фильма в псевдодокументальной манере, которая резко меняет впечатление от фильма.

### Международная
| Рейтинги                  | Рейтинги |
| Издание                   | Оценка |
| ------------------------- | --- |
| Rotten Tomatoes (критики) | [ 168 ] |
| Rotten Tomatoes (зрители) | [ 168 ] |
| IMDb.com                  | 5,6 из 10 звёзд · 5,6 из 10 звёзд · 5,6 из 10 звёзд · 5,6 из 10 звёзд · 5,6 из 10 звёзд · 5,6 из 10 звёзд · 5,6 из 10 звёзд · 5,6 из 10 звёзд · 5,6 из 10 звёзд · 5,6 из 10 звёзд |
| Metacritic                | [ 169 ] |

После июльской премьеры фильма в Австралии фильм вызвал ряд откликов местных критиков. Так, Эндрю Ли назвал фильм «интересной драмой», с другой стороны наличие жанровых штампов и излишняя патетика фильма, по его мнению, приводят к тому, что фильм хотя и настраивает зрителя на нужный лад, но «срабатывает» не в полную силу. Критик отметил, что фильм в целом основан на «реальных данных» и является замечательным приёмом привлечь внимание к событиям, которые в своё время были проигнорированы большинством. Схожую точку зрения высказал и Майкл Боуди, заявив, что в фильме «реальность ощутима». По его словам, фильм затрагивает весьма серьёзную тему, хотя и обладает некоторыми недостатками (упрощённость диалогов и т. д.). Однако Кэрол ван Опстэл, напротив, отмечает вклад грузинского правительства во время съёмок, цитируя поговорку, приписываемую американскому политику Хирему Джонсону: «Первая жертва войны — правда». С точки зрения Кэрол, фильм хоть и снят довольно интересно и зрелищно (в первую очередь благодаря спецэффектам), но наличие многих нелепых мелочей (ненужная любовная линия, военные сцены слишком «вылизаны», Татия во время боевых действий появляется с хорошо наложенной косметикой, её же заметный акцент во время разговора на грузинском языке и т. д.) разочаровывает зрителя. Джошуа Фауст в начале рецензии для The Atlantic напоминает о спровоцированных грузинским руководством беспорядках в Абхазии в 1989 году, о том, что до 1921 года и Абхазия, и Южная Осетия обладали собственным языком и в состав Грузии не входили. Затем критик напоминает о тщетных попытках России привлечь внимание к происходящим событиям, когда Грузия обстреливала Цхинвал. Далее он отметил отсутствие в фильме какой бы то ни было честности, нейтральности и баланса, в итоге заключив, что фильм следует воспринимать исключительно как развлечение, а не информацию о произошедших событиях.
«Люди, знакомые с ситуацией, вряд ли изменят своё мнение после этого фильма. Те же, кто не в теме, скорее всего, не пойдут смотреть фильм вовсе. Вэл Килмер уже не в состоянии привлечь публику одним своим именем, как прежде».
Соответственно, после начала американского проката появилась новая волна профессиональных англоязычных рецензий. В большинстве своём рецензенты к фильму отнеслись довольно скептически. Например, разгромную рецензию фильм получил в журнале Foreign Policy; рецензент Джошуа Китинг, побывавший на закрытом показе 16 августа в Нью-Йорке, отметил, что «5 дней в августе» это «прогрузинский, антироссийский фильм, не претендующий ни на что иное», который не может привлечь внимание международной общественности к теме конфликта. И хотя критик и отметил наличие красивых грузинских пейзажей в фильме, но, по его мнению, фильм губят наличие некоторой нелогичности в сюжете, не слишком убедительная актёрская игра и т. д. Схожую точку зрения высказал и известный американский журналист Джоннатан Сандерс, долгие годы работавший репортёром телеканала CBS в Москве, назвав фильм «воплощением откровенно заказного антироссийского и антиосетинского кино». Аналитик по вопросам Кавказа Центра Карнеги Томас де Ваал в своей статье в газете The National Interest заявил, что «кино действительно настолько плохо, как вы о нём слышали», отметив в нём «возмутительное искажение реальности» и наличие множества исторических неточностей, впрочем, при этом отмечая, что этими же проблемами обладает и российская версия (в частности, фильм Олимпиус инферно). Рик Уорнер в рецензии для Bloomberg отметил забавные акценты как «русских», так и Саакашвили, умение режиссёра показывать взрывы и неумение сценаристов создавать адекватных персонажей. По мнению Уорнера, война была гораздо сложнее, чем попытка её изобразить в данном фильме, и поставил фильму лишь одну звёздочку из четырёх возможных, что по его системе оценок означает «плохо». Джон ДеФор в рецензии, опубликованной на сайте Washington Post, также отметил недостатки фильма, типичные для «голливудизации», при отсутствии пафоса, которого заслуживают демонстрируемые события, и выставил фильму одну звезду из четырёх возможных. Роджер Эберт о фильме отозвался довольно сдержанно, отметив явную прогрузинскую точку зрения фильма, а также наличие множества ляпов и нестыковок в фильме. Мэтт Фейджерхолм, представитель чикагских кинокритиков (в Чикаго показ фильма начался со 2 сентября), также в свою очередь написал весьма негативную рецензию, в которой, помимо уже перечисленных недостатков фильма, характеризует данное кино как «один из видов низкобюджетной подделки под блокбастеры Майкла Бэя». Причём, по мнению критика, это явилось следствием того, что «режиссёр фильмов категории B взялся за серьёзную тему». Фейджерхолм выставил фильму оценку в 1,5 балла из 5 возможных.
Тем не менее, были и положительные рецензии. Резкой прогрузинской рецензией отметился популярный киноблог The Playlist: в своей рецензии Гейб Торо пересказывает грузинскую точку зрения на данный конфликт и целиком поддерживает идею фильма. Критик отметил наличие большого количества штампов, характерных для предыдущих фильмов-боевиков Харлина, но призвал не мерять фильм лишь штампами. По его мнению, фильм несёт людям правду и делает это довольно хорошо. Также крайне положительно о фильме отозвался и Джо Бендел в рецензии для Libertas Film Magazine, назвав фильм «одним из лучших в году». В качестве достоинств фильма критик отметил «серьёзность» и «честность» фильма, а в качестве недостатка — поверхностную игру Руперта Френда. Так же, Бендел отметил, что для всех, кто работает в крупных медиакомпаниях, данный фильм стал «большим холодным стаканом позора» (англ. long cold glass of shame).
Мнение канадских критиков о фильме во многом совпало с мнением большинства их американских коллег. Так, например, Линда Бернард особо отметила политическую подоплёку фильма («Больше пропаганда, нежели развлечение»), подчеркнув, что фильм снимался с благословения Михаила Саакашвили. При этом из всего фильма она отметила сцены с очевидцами войны как единственную правдивую часть фильма. Кроме того, и Линда Бернард, и Эндрю Паркер сошлись во мнении, что диалоги в фильме способны вызвать лишь смех, а сам сюжет фильма — ужасен. Оба критика отметили весьма посредственную игру Шрики и акцент Гарсиа, но в качестве положительной черты фильма отметили неплохо поставленные взрывы. Эту же точку зрения разделил и Лайам Лейси в рецензии на Globe and Mail. Он, высказываясь довольно осторожно на тему самой войны (вначале даже назвал её русско-грузинским кризисом), тем не менее также отметил прогрузинскую точку зрения фильма и назвал фильм пропагандой.
Дон Мортон в японском англоязычном журнале Metropolis и вовсе написал разгромную статью, уложившись при этом в 5 предложений, в которой назвал фильм «непростительно безвкусной кодой».

## Выход на оптических носителях
13 июня 2011 года (то есть через неделю после грузинской премьеры и ещё до премьеры в США) фильм был выпущен на DVD для 2-го региона и на Blu-ray для региона B. 29 ноября 2011 года, после завершения показов в Северной Америке, фильм вышел на носителях для соответствующих регионов. В качестве дополнений релиз содержит аудиокомментарий Ренни Харлина, а также набор удалённых и расширенных сцен из фильма.

### DVD
| Подробности DVD диска | Подробности DVD диска         | Подробности DVD диска                                                                | Подробности DVD диска |
| --------------------- | ----------------------------- | ------------------------------------------------------------------------------------ | --------------------- |
| Региональный код      | 1                             | 2                                                                                    |                       |
| Дата выхода           | 29 ноября 2011 года           | 13 июня 2011 года                                                                    |                       |
| Формат изображения    | NTSC, широкоэкранный, цветной | Dolby, PAL, 16:9 — 1.77:1 (2.35:1), цветной                                          |                       |
| Количество дисков     | 1                             | 1                                                                                    |                       |
| Языки                 | Английский                    | Английский/немецкий/французский (Dolby Digital 5.1)                                  |                       |
| Субтитры              | н/д                           | Английские/немецкие/французские                                                      |                       |
| Возрастной рейтинг    | R                             | 15+ (в Великобритании) 16+ (в Германии)                                              |                       |
| Студия                | Anchor Bay                    | Entertainment One (en) (для Великобритании и Франции) WVG Medien GmbH (для Германии) |                       |
| Продолжительность     | 113 минут                     | 108 минут (немецкая и британская версии) 113 минут (французская версия)              |                       |

### Blu-ray
| Подробности Blu-ray диска | Подробности Blu-ray диска        | Подробности Blu-ray диска                                                            | Подробности Blu-ray диска |
| ------------------------- | -------------------------------- | ------------------------------------------------------------------------------------ | ------------------------- |
| Региональный код          | A                                | B                                                                                    |                           |
| Дата выхода               | 29 ноября 2011 года              | 13 июня 2011 года                                                                    |                           |
| Формат изображения        | широкоэкранный (2.35:1), цветной | PAL, 16:9 — 1.77:1 (2.35:1), цветной                                                 |                           |
| Количество дисков         | 1                                | 1                                                                                    |                           |
| Языки                     | Английский                       | Английский/немецкий/французский (DTS-HD 5.1)                                         |                           |
| Субтитры                  | н/д                              | Английские/немецкие/французские                                                      |                           |
| Возрастной рейтинг        | R                                | 15+ (в Великобритании) 16+ (в Германии)                                              |                           |
| Студия                    | Anchor Bay                       | Entertainment One (en) (для Великобритании и Франции) WVG Medien GmbH (для Германии) |                           |
| Продолжительность         | 113 минут                        | 108 минут (немецкая и британская версии) 113 минут (французская версия)              |                           |

### Интернет
В апреле 2011 года, за несколько дней до премьеры фильма в Валенсии, в Интернете появились пиратские предложения о коммерческом скачивании фильма в DVD-качестве, однако проведённая проверка показала, что предлагаемый видеофайл с фильмом представляет собой «пустышку».
После выхода фильма на носителях практически сразу же нелегальные копии фильма были выложены в Интернет. 15 июня Грузинская Регулирующая комиссия по коммуникациям (НКРКГ) объявила, что получила уведомление от Грузинского авторского общества об имеющихся незаконных копиях на десяти грузинских веб-сайтах. В заявлении говорилось о том, что НКРКГ примет все меры вплоть до привлечения владельцев этих сайтов к ответственности, а в случае неудачи обратится к провайдерам площадок, на которых расположены эти сайты с требованием их блокировки.
16 июня незаконные копии были удалены с грузинских веб-сайтов, распространявших как легальные, так и нелегальные материалы. Сами веб-сайты продолжали функционировать и распространять прочий пиратский контент. Согласно утверждениям самой комиссии, у неё на тот момент были полномочия воздействовать на предполагаемое нарушение авторского права по факту подачи жалобы в комиссию (это говорило о том, что у НКРКГ не было полномочий регулировать содержимое веб-сайтов, хотя в случае жалобы и имела право указать провайдеру, предоставляющему хостинговые услуги, на нарушение авторского права).
Кроме того, грузинские интернет-провайдеры блокировали доступ к нескольким торрент-сайтам (в том числе и к российским), на которых по-прежнему находились незаконные копии фильма. Тем не менее, пользователи имели возможность обойти ограничение, воспользовавшись прокси-серверами (так же как и при блокировке грузинскими провайдерами доменной зоны .ru во время войны).
16 июня фильм был незаконно загружен и на сервер видеохостинга Youtube таким образом, чтобы данное видео не попадало в результаты выборки при поиске и было доступно лишь по прямой ссылке.
Данный прецедент привлёк значительное внимание к незаконному размещению видеоматериалов в Интернете. Так, например, тбилисские кинотеатры «Руставели» и «Амирани» потребовали от грузинских интернет-порталов возмещения нанесённого их деятельностью материального ущерба. Однако в конце октября 2011 года было объявлено, что переговоры между тбилисскими кинотеатрами и грузинскими интернет-порталами идут успешно, и в частности, было достигнуто соглашение, по которому кинотеатры не будут подавать в суд, а интернет-порталы в свою очередь не будут размещать те фильмы, которые принадлежат сети кинотеатров.